# 厚企鵝
厚企鵝（學名Pachydyptes ponderosus）是一種已滅絕的企鵝。牠們屬於厚頭企鵝屬，屬內只有一個物種。牠們的遺骸包括從新西蘭奧塔哥大區發現的一些始新世晚期骨頭，及在近卡菲亞港（Kawhia Harbour）發現的一個標本。
厚企鵝高約1.4-1.6米，重約80-100公斤，是已知第二高的企鵝。牠們比伊卡企鵝稍大。

## 外部連結
- Geocities NatureLand 5218: Information in Japanese, good reconstruction